# Liste der Monuments historiques in Sacy (Marne)
Die Liste der Monuments historiques in Sacy führt die Monuments historiques in der französischen Gemeinde Sacy auf.

## Liste der Immobilien
| Bezeichnung    | Beschreibung           | Standort               | Kennzeichnung | Schutzstatus | Datum | Bild           |
| -------------- | ---------------------- | ---------------------- | ------------- | ------------ | ----- | -------------- |
| Kirche St-Remi | ab dem 11. Jahrhundert | Rue de l’Église (Lage) | PA00078836    | Classé       | 1919  | weitere Bilder |
| Friedhof       | Friedhofsmauer         | Rue de l’Église (Lage) | PA00078835    | Classé       | 1931  | weitere Bilder |

## Liste der Objekte
| Bezeichnung                                            | Beschreibung                                                                       | Standort                     | Kennzeichnung | Schutzstatus | Datum | Bild |
| ------------------------------------------------------ | ---------------------------------------------------------------------------------- | ---------------------------- | ------------- | ------------ | ----- | ---- |
| Grabstein für Jean-Baptiste Bara                       | Marmor, 18. Jahrhundert                                                            | in der Kirche St-Remi (Lage) | PM51001944    | Inscrit      | 1980  |      |
| Skulptur Sitzende Madonna mit Kind                     | Stein, 14. Jahrhundert                                                             | in der Kirche St-Remi (Lage) | PM51000957    | Classé       | 1980  |      |
| Chorgestühl                                            | Holz, 18. Jahrhundert                                                              | in der Kirche St-Remi (Lage) | PM51001942    | Inscrit      | 1980  |      |
| Orgelempore                                            | Eichenholz, 15. Jahrhundert; vermutlich aus der Kirche St-Pierre-le-Vieil in Reims | in der Kirche St-Remi (Lage) | PM51000955    | Classé       | 1906  |      |
| Drei Skulpturen: Madonna, Anna selbdritt und ein Engel | Holz, farbig gefasst, 15. und 16. Jahrhundert                                      | in der Kirche St-Remi (Lage) | PM51001939    | Inscrit      | 1990  |      |
| 20 Kirchenbänke                                        | Holz, 19. Jahrhundert                                                              | in der Kirche St-Remi (Lage) | PM51001945    | Inscrit      | 1980  |      |
| Taufbecken                                             | Stein, farbig gefasst, 17. Jahrhundert                                             | in der Kirche St-Remi (Lage) | PM51001940    | Inscrit      | 1980  |      |
| Zwei Engelsskulpturen                                  | Stein, 15. Jahrhundert                                                             | in der Kirche St-Remi (Lage) | PM51000956    | Classé       | 1980  |      |
| Skulptur Maria Immaculata                              | Holz, farbig gefasst, 18. Jahrhundert                                              | in der Kirche St-Remi (Lage) | PM51001943    | Inscrit      | 1980  |      |
| Kruzifix                                               | Holz, farbig gefasst, 19. Jahrhundert                                              | in der Kirche St-Remi (Lage) | PM51001947    | Inscrit      | 1980  |      |
| Hauptaltar                                             | Altartisch und Tabernakel; Marmor, Holz, 18. Jahrhundert                           | in der Kirche St-Remi (Lage) | PM51001941    | Inscrit      | 1980  |      |
| Kanzel                                                 | Holz, 19. Jahrhundert                                                              | in der Kirche St-Remi (Lage) | PM51001946    | Inscrit      | 1980  |      |